# Ренце
Ренце (на албански: Rrenc, на сръбски: Ренце) е село в община Драгаш, Призренски окръг, Косово. Населението възлиза на 581 жители според преброяването от 2011 година.

## География
Ренце се намира в географския район Ополе, който през 2000 година е обединен административно с Гора в единната община Драгаш. Селото се намира на около 4 километра северно от градчето Драгаш и на около 25 километра южно от град Призрен. Разположено е от лявата на река Плава.

## История
Според Стефан Младенов в 1916 година Ренса е албанско село.
Преброяването от 2011 година регистрира всичките 581 жители като албанци.